# Pablito de Cádiz
Pour les articles homonymes, voir Pablo Pérez, Cadiz, Jiménez et Pérez.
Pablo Jiménez Pérez, dit Pablito de Cádiz, est un danseur espagnol de flamenco né à Cadix en 1908 et mort le 24 janvier 2004.